# MediaWorks
MediaWorks, Inc. (株式会社メディアワークス, Kabushiki-gaisha MediaWākusu) était une maison d'édition japonaise créée en octobre 1992. Elle était connue pour sa marque Dengeki (電撃), composée notamment des magazines Monthly Comic Dengeki Daioh et Dengeki G's Magazine, et de sa principale collection de light novel, Dengeki Bunko. La société a fusionné avec ASCII Corporation en avril 2008 pour former ASCII Media Works sous l'égide de leur société mère Kadokawa Group Holdings.
Outre son activité principale qu'est la publication d'œuvres imprimées, MediaWorks a également produit des jeux vidéo (principalement des visual novel) et d'autres produits dérivés basés sur les séries qu'elle édite. La société a aussi participé à la production d'anime adaptant ses séries.

## Histoire

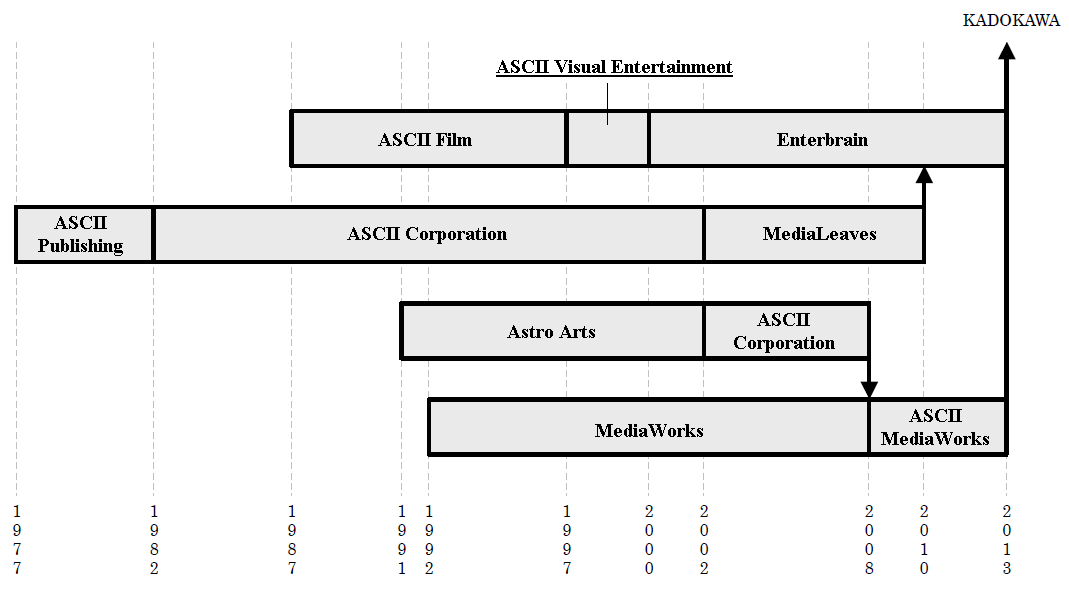
Frise chronologique de la société.

### Les prémices de l'entreprise
En 1992, le président de Kadokawa Shoten, Haruki Kadokawa, se consacrait au cinéma (avec Kadokawa Pictures), et son jeune frère et vice-président de la société, Tsuguhiko Kadokawa (ja), était responsable des magazines publiés par la société dont le département réalisait des bénéfices avec The Television (ja) et Tokyo Walker (ja). Au même moment, Tsuguhiko était le président de Kadokawa Media Office, une filiale de Kadokawa qui faisait la promotion du « media mix (en) » et chargée de la publication de magazines de jeux vidéo comme le Comptiq et de magazines de prépublication de manga destinés à un public masculin au Japon.
Toutefois, durant la même année, le long métrage Le Rubis du Caire produit par Kadokawa Pictures a rencontré un échec commerciale (des recettes s'élevant autour de 500 millions de yens pour un coût de production de 3 milliards de yens), ce qui a fini par exacerber l'opposition entre les frères Kadokawa sur la direction de la société dont la relation était déjà tendue sur la gestion de la dette de 18 milliards de yens et le traitement de faveur du fils aîné de Haruki qui a rejoint l'entreprise,. Haruki craignait en effet de se faire remplacer par Tokihiko à la tête de la société.
Le 1er septembre, le directeur général Shingo Ueda qui avait une forte confiance en Tsuguhiko a été limogé pour le transfert non autorisé de Ruby Cairo à Kadokawa US ; le 14 du même mois, Tsuguhiko a démissionné de ses fonctions de vice-président de Kadokawa Shoten, et de président du Kadokawa Media Office et de The Television, et a quitté le groupe familial. Lors de l'assemblée générale extraordinaire des actionnaires du 18, il est décidé que les filiales Kadokawa Media Office et The Television seront fusionnées et absorbées par la société mère Kadokawa Shoten, et avec la nomination de cinq nouveaux cadres. Le fils aîné de Haruki, Taro, a été nouvellement nommé directeur.
Après le départ de Tsuguhiko, presque tous les cadres et employés de Kadokawa Media Office, y compris Tatsuo Satō (ja), qui en était le directeur général, ont également quitté l'entreprise. 69 des 71 employés de Kadokawa Media Office ont participé à la création de la nouvelle société MediaWorks,. Tsuguhiko prévoyait à l'origine de lancer l'entreprise avec 5 à 10 personnes, mais en raison du personnel nombreux qui augmente drastiquement les dépenses, il a demandé à la hâte des investissements dans divers domaines, c'est alors que son vieil ami Haruhiko Ishikawa, président de Shufunotomo et avec qui il entretenait une bonne relation, lui propose son aide. MediaWorks démarre le 15 octobre 1992 avec un capital est 10 millions de yens. Osamu Matsubara, président de la chaîne de librairies Kinokuniya, a également investi avec Ishikawa en son vrai nom. Bien que le capital soit indépendant de Kadokawa Shoten, les ressources humaines étaient presque identiques que celles de Kadokawa Media Office, les publications de MediaWorks étaient ainsi centrées naturellement sur les jeux vidéo, les mangas et les anime.

### Lancement de la marqueDengeki
De la fin de 1992 au début de 1993, MediaWorks a lancé une série de magazines sous la marque Dengeki (電撃, litt. « choc électrique »), dont le nom et le slogan publicitaire pour le lancement des magazines sont fortement inspirés du groupe Dengeki Network (ja) (電撃ネットワーク), qui est connu en Occident sous le nom de Tokyo Shock Boys. Ces magazines sont basés sur les publications antérieures de Kadokawa Media Office sous les marques « Marukatsu » (マル勝) et « Comp » (コンプ). Les nouveaux magazines ont été nommés Dengeki Super Famicom (tiré du Marukatsu Super Famicom (ja)), Dengeki PC Engine (tiré du Marukatsu PC Engine (ja)), Monthly Dengeki Comic Gao! (tiré du Monthly Comic Comp (ja)), le Dengeki Oh (ja) (tiré du Comptiq), et le Dengeki Megadrive (ja) (à l'origine une édition spéciale du Dengeki PC Engine). Puisque Kadokawa Media Office était une production éditoriale, de même avec MediaWorks, les ventes et la distribution de publications ont été confiés à Shufunotomo.
La première collection de light novel de l'entreprise, Dengeki Bunko, est lancée en 1993, à laquelle des artistes du Kadokawa Sneaker Bunko (ja) ont fait notamment le choix d'y être transférés avec leur série, notamment les romanciers Mishio Fukazawa (ja) (Fortune Quest (ja)) et Usagi Nakamura (ja) (Gokudo) ; Satoru Akahori a joué un rôle de premier plan dans la collection,.
De son côté, Kadokawa Shoten a dû faire sous-traité l'édition des magazines de Kadokawa Media Office à une société de production éditoriale externe pour qu'ils puissent continuer leur publication, néanmoins quatre magazines à l'exception du Comptiq sont arrêtés en 1997.

### Retour dans le groupe Kadokawa
Cependant, immédiatement après le lancement de chaque magazine au cours de l'année 1993, Haruki et Kadokawa Shoten sont sujets de scandale au cours duquel Haruki a été arrêté pour détention et consommation de cocaïne,. La direction de Kadokawa Shoten, ayant perdu leur patron, a demandé à Tsuguhiko de revenir chez Kadokawa Shoten en tant que président le 15 septembre 1993. Tokihiko a accepté la demande et est ainsi devenu à la fois président de MediaWorks et de Kadokawa Shoten,. En janvier 1999, MediaWorks change de sous-traitant pour ses publications, passant de Shufunotomo à Kadokawa Shoten. En octobre 2002, elle est devenue une filiale de Kadokawa Shoten par un échange d'actions.
En 2004, MediaLeaves (ja) (société mère de ASCII Corporation et de Enterbrain) est devenue une filiale de Kadokawa Holdings après une offre publique d'achat de Unison Capital Partners,. Avec Enterbrain qui est devenu membre du groupe Kadokawa, cela a causé un problème de duplication d'affaires au sein du groupe, la gamme « Famitsu » d'Enterbrain et la gamme « Dengeki » de MediaWorks étant centrés sur les mêmes domaines, en particulier en termes de présentation d'informations relatives aux jeux vidéo. À cet égard, le président de Kadokawa Shoten, Mineo Fukuda, a déclaré que la marque Famitsu restera telle quelle, les deux filiales ont ainsi entretenu une relation de coexistence compétitive au sein du groupe.
Le 27 septembre 2007, Kadokawa Group Holdings a annoncé la fusion entre ses filiales MediaWorks et ASCII Corporation sous le nom ASCII Media Works, qui prendrait effet le 1er avril 2008,. La fusion a été approuvée en février 2008.

## Publications

### Magazines publiés
| - Dengeki Nintendo - Kyarapafe (ja) - Dengeki PlayStation - Dengeki Girl's Style (ja) - Dengeki G's Magazine - Dengeki Hime - Monthly Comic Dengeki Daioh - Dengeki Moeoh (ja) - Dengeki hp - Dengeki Bunko Magazine - Dengeki Hobby Magazine (ja) - Dengeki Maoh - Dengeki Black Maoh - comic Sylph (ja) - Dengeki Arcade Card Game - Dengeki Layers | - Dengeki Oh (ja) - Dengeki Games (ja) - MS SAGA (ja) - Dengeki Dreamcast (ja) - Dengeki Shōnen (ja) - Dengeki 3DO - Dengeki Adventures (ja) - Dengeki AniMaga (ja) - Dengeki Teioh (ja) - Monthly Dengeki Comic Gao! - Active Japan (ja) |

### Collections

#### Light novel
- Dengeki Bunko (電撃文庫)

Il s'agit d'une collection de light novel destinée à un public masculin créée en juin 1993. Les éditeurs chargés de cette collection ont la réputation d'accueillir de nouveaux auteurs, et organisent un concours annuel, le Grand prix du roman Dengeki, pour découvrir de nouveaux talents. Le huitième volume de L'Odyssée de Kino, initialement publié en octobre 2006, était le 1000e roman publié sous Dengeki Bunko.
Mis à part la collection principale Dengeki Bunko, il y a la sous-collection Dengeki Game Bunko (ja) (電撃ゲーム文庫, Dengeki Gēmu Bunko) créée en 1994 quand elle était à l'origine lié aux jeux de rôle sur table. Elle a cessé de produire en septembre 1997, mais a ensuite été redémarrée en décembre 1999 en tant qu'éditeur de jeux vidéo et de light novel. Le collection a succédé au Dengeki G's Bunko.
- Dengeki G's Bunko (電撃G's文庫)

La collection Dengeki G's Bunko (ja) (電撃G's文庫) était créée à l'origine en 1997 en tant que collection de light novel destinée à un public masculin - les light novel étaient basés sur des jeux bishōjo. La collection était dirigée par trois hommes : Mizuhito Akiyama, Hideyuki Kurata et Masanori Date. Elle a été suspendue et a été remplacée par le second Dengeki Game Bunko à partir de 2003.

#### Mangas
- Dengeki Comics (電撃コミックス, Dengeki Komikkusu)

Il s'agit d'une collection de mangas destinée à un public masculin. Une grande partie des mangas publiés dans le Dengeki Comics a été initialement publiée dans le magazine Dengeki Daioh.
Mis à part la collection principale Dengeki Comics, il y a la collection connexe Dengeki Comics EX (電撃コミックスEX) qui publie un nombre moindre de volumes de mangas, dont la majorité sont des yonkoma.
- Sylph Comics (シルフコミックス, Shirufu Komikkusu)

Il s'agit d'une collection de mangas destinée à un public féminin. Les mangas qui sont publiés dans cette collection ont été initialement sérialisés dans le magazine Sylph. Les premiers volumes reliés ont été publiés sous ce collection à partir du 21 mars 2008.